# 佐古一
佐古 一（さこ はじめ、1915年12月15日 - 2010年1月13日）は、広島県出身の実業家。大成建設社長、日本建設業団体連合会会長などを務めた。

## 経歴
1915年（大正4年）12月15日広島県に生まれる。1933年（昭和8年）旧制修道中学校（現：修道中学校・高等学校）卒業。1939年（昭和14年）早稲田大学を卒業し、大成建設入社。1979年（昭和54年）同社社長に就任。1985年（昭和60年）社長を退き会長に就任。1987年（昭和62年）日本建設業団体連合会第6代会長となる。2010年（平成22年）1月13日逝去、94歳。